# Stelio Belloni
Stelio Belloni García (Montevideo, 23 de agosto de 1920 - 9 de septiembre de 1989) fue un escultor uruguayo que realizó muchas obras que figuran en el nomenclátor de varias ciudades de Uruguay.

## Biografía
Fue hijo del escultor José Belloni Garaycoechea y de Mercedes García de San Martín. Comenzó sus estudios sobre dibujo lineal, perspectiva y acuarela con Alberto José Savio y Ramón Bauzá. Luego tuvo la posibilidad de obtener clases de escultura, dibujo y grabado en la Escuela Nacional de Bellas Artes con Severino Pose, Vicente Martín y Adolfo Pastor.
Colaboró en muchas obras junto a su padre entre las que están el monumento El Entrevero y la Puerta de la Catedral de Florida.
Junto a su familia diseñaron y construyeron el monumento a José Artigas en la ciudad de Minas, Lavalleja, Uruguay.

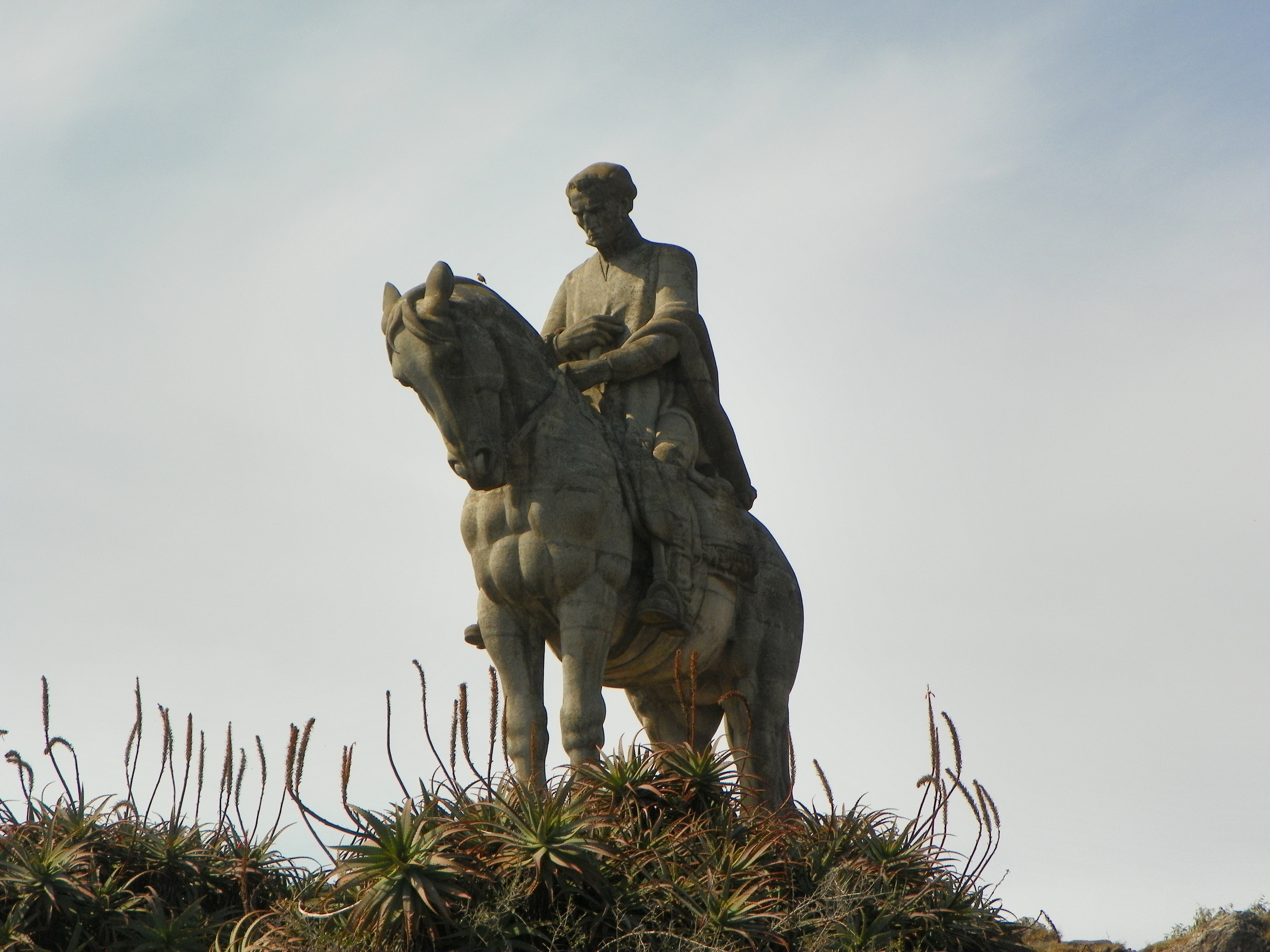
Artigas en Minas 3

Casado con Irene Conrado, tuvieron un hijo, José Alberto, también escultor.

## Obras
- Guillermo Cuadri (Santos Garrido). Minas (1956)
- Mujer con cántaro. Parque de la Piedra Alta. Florida
- Avente Haedo,  Minas, Lavalleja
- Atilio Narancio, Estadio Centenario, Montevideo.
- Placa Homenaje Elbio Fernández.
- Autor del monumento ecuestre (de 12m de alto) a José Gervasio Artigas,  Minas, Lavalleja.